# Иванов, Фёдор Михайлович
Фёдор Михайлович Иванов (1919—1995) — полковник Советской Армии, участник Великой Отечественной войны, Герой Советского Союза (1945).

## Биография
Фёдор Иванов родился 15 мая 1919 года в селе Старосельцево (ныне — Золотухинский район Курской области). После окончания средней школы работал в Курске сначала в типографии, затем на заводе. В июне 1940 года Иванов был призван на службу в Рабоче-крестьянскую Красную Армию. В 1941 году он окончил курсы младших лейтенантов. С июля 1942 года — на фронтах Великой Отечественной войны. К апрелю 1945 года гвардии капитан Фёдор Иванов командовал батальоном 166-го гвардейского стрелкового полка 55-й гвардейской стрелковой дивизии 28-й армии 1-го Украинского фронта. Отличился во время штурма Берлина.
Батальон Иванова принимал активное участие в боях на улицах Берлина. 2 мая 1945 года именно этот батальон первым встретился с частями 1-го Белорусского фронта.
Указом Президиума Верховного Совета СССР от 27 июня 1945 года гвардии капитан Фёдор Иванов был удостоен высокого звания Героя Советского Союза с вручением ордена Ленина и медали «Золотая Звезда».
После окончания войны Иванов продолжил службу в Советской Армии. В 1946 году он окончил курсы «Выстрел», в 1958 году — Военную академию имени Фрунзе. Проживал в Краснодаре, работал старшим преподавателем на военной кафедре Кубанского сельскохозяйственного института. В 1970 году в звании полковника Иванов был уволен в запас. Умер 28 сентября 1995 года, похоронен на аллее Героев Славянского кладбища Краснодара.
Был также награждён двумя орденами Красного Знамени, орденами Кутузова 3-й степени, Александра Невского, двумя орденами Отечественной войны 1-й степени, двумя орденами Красной Звезды, рядом медалей.
Памятник Иванову установлен в Кубанском государственном аграрном университете, в котором тот преподавал на военной кафедре.